# Neu Wulmstorf
 è un comune di 20.557 abitanti della Bassa Sassonia, in Germania.
Appartiene al circondario (Landkreis) di Harburg (targa WL).

## Geografia antropica

### Suddivisioni amministrative
Il comune di Neu Wulmstorf è composto da:
- Neu Wulmstorf costituito da
  - New Wulmstorf
  - Wulmstorf
  - Daerstorf
- Elstorf, composto da
  - Elstorf
  - Ardestorf
  - Elstorf-Bachheide
- Rade, costituito da
  - Rade
  - Mienenbuttel
  - Ohlenbüttel
- Rübke
- Schwiederstorf